# Гленн, Джон
Джон Ге́ршель Гленн-младший (англ. John Herschel Glenn, Jr.; 18 июля 1921, Кеймбридж, Огайо, США — 8 декабря 2016, Колумбус, Огайо, США) — американский астронавт НАСА, изобретатель, предприниматель и политический деятель. Третий астронавт США в космосе (после суборбитальных полётов Алана Шепарда и Вирджила Гриссома), первый американец, совершивший полноценный орбитальный космический полёт на космическом корабле («Меркурий-Атлас-6», февраль 1962), лётчик-испытатель, лётчик Корпуса морской пехоты во Второй мировой и Корейской войнах, сенатор в 1974—1999 годах (демократ) от штата Огайо.

## Биография
Джон Гленн родился 18 июля 1921 года в американском городе Кембридж, штат Огайо. Окончил начальную и среднюю школу в Нью-Конкорде (Огайо), затем Маскинум-Колледж; получил степень бакалавра.

### Лётчик

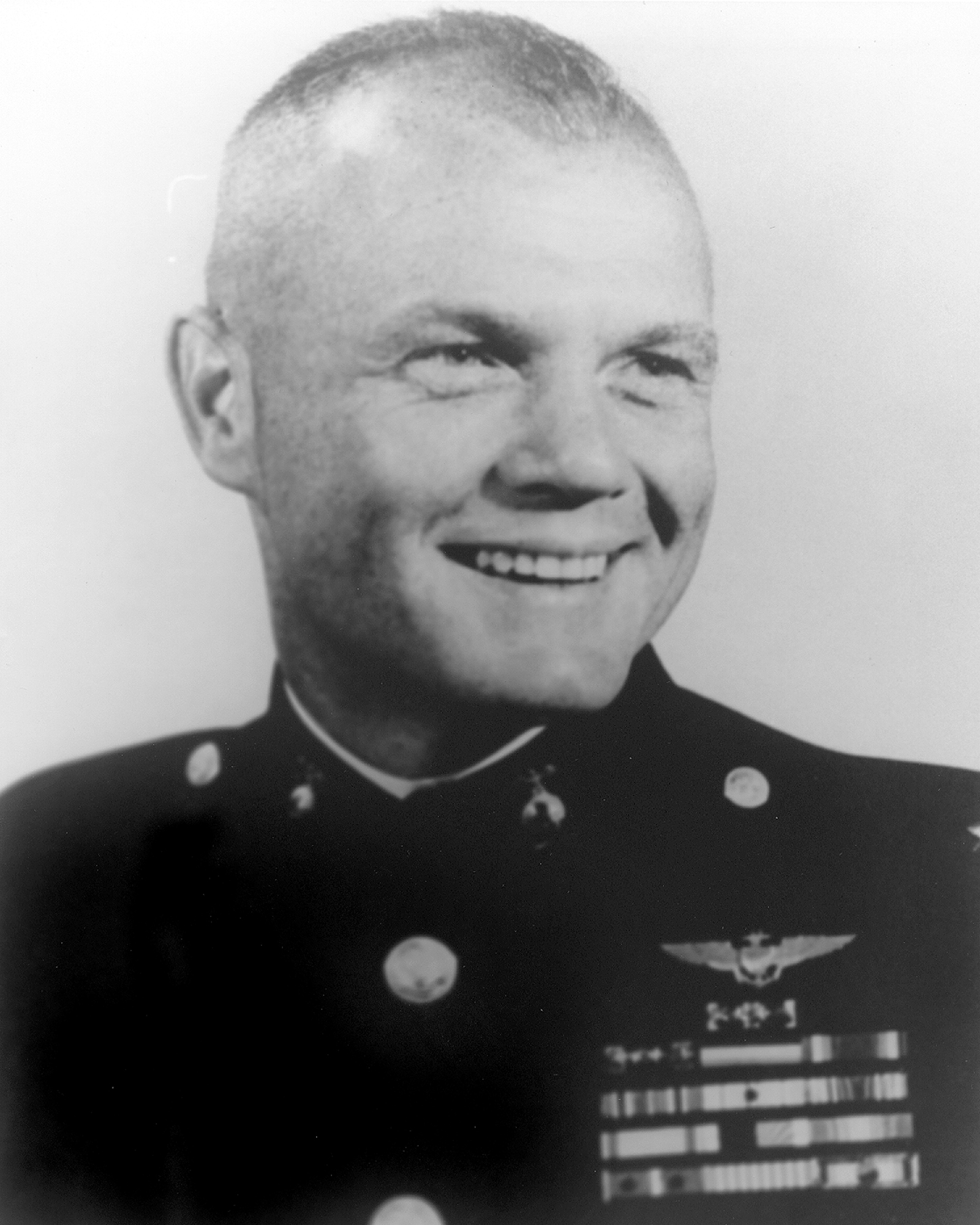
Военное фото полковника Гленна

В 1942 году прошёл обучение по программе лётчика морской авиации и в 1943 году был принят на воинскую службу в ряды морской пехоты.
Во время Второй мировой войны совершил 59 боевых вылетов на F4U «Корсар» над Маршалловыми островами.
После окончания Второй мировой войны продолжал служить лётчиком на острове Гуам.
Участвовал в Корейской войне, отслужив на театре военных действий два срока: первый — в составе эскадрильи морской пехоты на F9F «Пантера», второй — в составе ВВС США по программе замены на F-86 «Сейбр». На «Сейбре» Гленн летал в последний месяц войны, сбив в течение двух недель три истребителя МиГ-15.
После Корейской войны окончил школу лётчиков-испытателей. С 1956 по 1959 годы служил лётчиком-испытателем.
Одновременно окончил Университет Мэриленда.
В июле 1957 года в звании полковника установил рекорд скорости трансконтинентального перелёта; пролетел на истребителе F8U из Лос-Анджелеса до Нью-Йорка за 3 часа и 23 минуты. Это был первый трансконтинентальный беспосадочный сверхзвуковой полёт.
Всего он налетал около 9 000 часов, из них треть — на реактивных самолётах.

### Астронавт

Джон Гленн. Фото NASA

В апреле 1959 года был зачислен в первую группу американских астронавтов, так называемую «первую семёрку», которые начали подготовку к космическим полётам по программе «Меркурий».

#### «Меркурий»
Являлся дублёром Алана Шепарда, который 5 мая 1961 года осуществил суборбитальный космический полёт, и Вирджила Гриссома, также осуществившего суборбитальный космический полёт 21 июля 1961 года.
Джон Гленн — первый американский астронавт (и третий человек в мире после советских космонавтов Юрия Гагарина и Германа Титова), совершивший орбитальный космический полёт. 20 февраля 1962 года на «Меркурии-Атлас-6» три раза облетел земной шар. Продолжительность полёта составила 4 часа 55 мин.
После удачного приводнения Джон Гленн стал национальным героем США (был награждён медалью НАСА «За выдающиеся заслуги»).
События, связанные с проектом «Меркурий», подробно описываются в фильме «Парни что надо», где его образ создал известный актёр Эд Харрис.

#### Спейс Шаттл

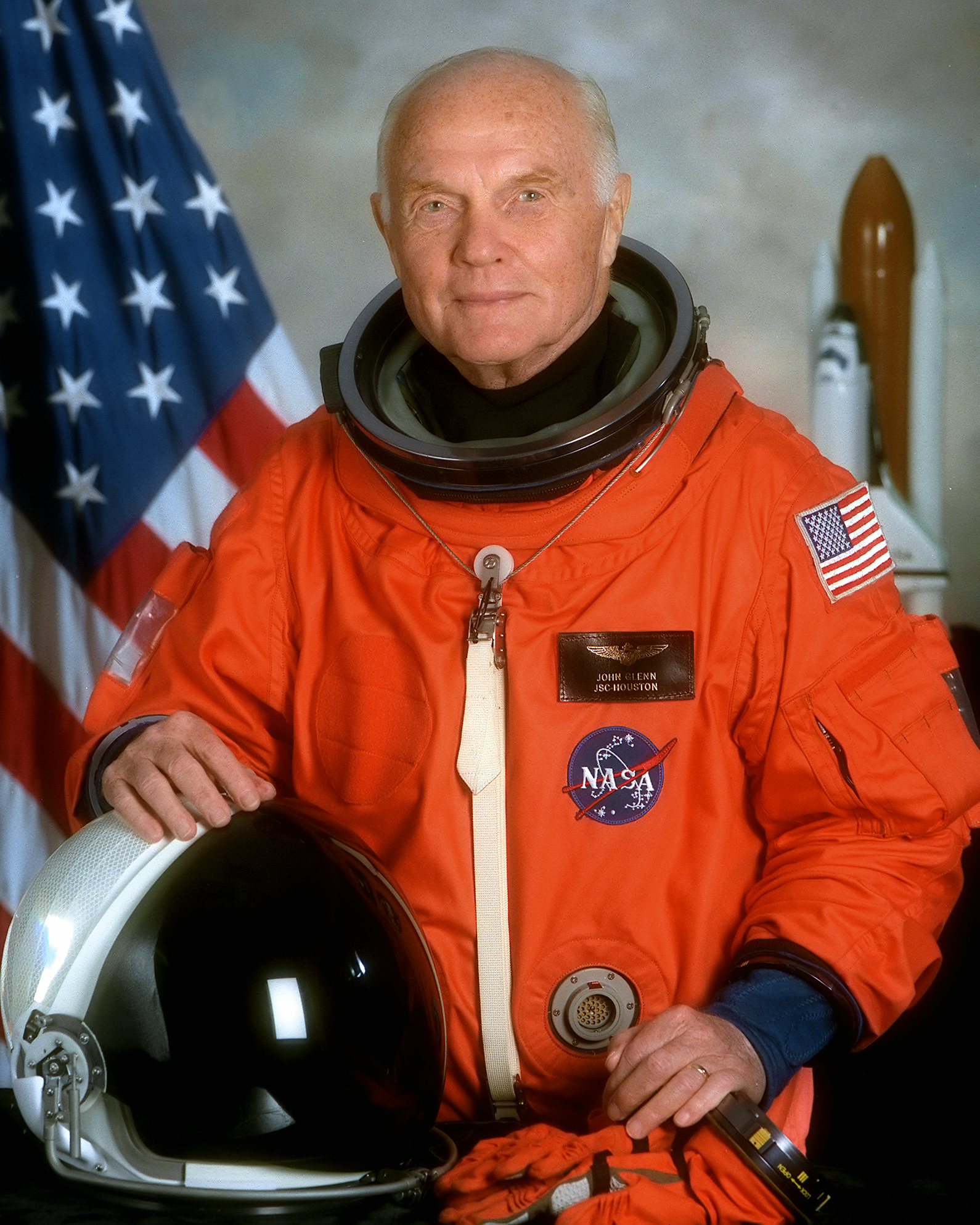
Джон Гленн — самый старый астронавт. Фото NASA

Второй полёт совершил в качестве специалиста по полезной нагрузке на космическом корабле «Дискавери» (STS-95) 29 октября — 7 ноября 1998 года; миссия продолжалась 213 часов 44 минуты.
Ко времени второго космического полёта ему исполнилось 77 лет и таким образом он стал на тот момент самым пожилым человеком в космосе и космонавтом с самым большим сроком между первым и последним полетами.

### Сенатор

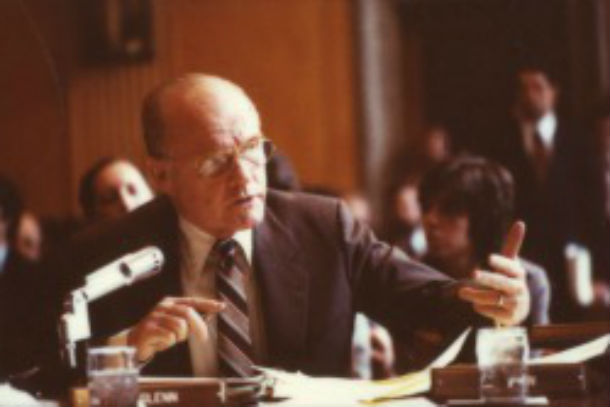
Гленн в Сенате

Ещё в декабре 1962 года Роберт Кеннеди (с которым астронавт был дружен и даже сопровождал того в момент убийства в 1968 году) предложил Гленну выставить свою кандидатуру на праймериз Демократической партии против действующего сенатора от Огайо Стивена Янга. В 1964 году он покинул отряд астронавтов и намеревался последовать этому совету, однако из-за травмы и сотрясения мозга был вынужден отменить кампанию. В 1970 году он проиграл Говарду Метценбауму на внутренних выборах демократов с минимальным отрывом (49 % против 51 %). В итоге, с 1965 по 1974 годы Гленн занимался бизнесом.
В ноябре 1974 года он был избран в Сенат США от штата Огайо, победив республиканца Ральфа Перка, и оставался сенатором до января 1999 года. Был одним из главных авторов Акта о нераспространении ядерного оружия 1978 года.
Был выдвинут кандидатом в вице-президенты на выборах 1976 года и в президенты США на выборах 1984 года, но оба раза уступил на праймериз демократов Уолтеру Мондейлу.
Государственная поддержка космической программы, как и научно-технической и образовательной сферы вообще, оставалась для Гленна-политика приоритетом:

Даже в самые трудные времена нужно заниматься исследованиями и смотреть в будущее. Я уверен, что наша страна держится на двух принципах: первый — образование, и второй — мы всегда инвестировали большой процент от ВВП в теоретические исследования. Именно сюда относятся космические исследования.
В июне 2014 года перенёс операцию на клапане сердца в клинике Кливленда. Скончался в возрасте 95 лет в окружении родных в медицинском центре Wexner при Университете штата Огайо в Колумбусе, пережив всех своих коллег по первому отряду астронавтов.

## Достижения
| Космические полёты Джона Гленна               | Космические полёты Джона Гленна | Космические полёты Джона Гленна | Космические полёты Джона Гленна | Космические полёты Джона Гленна |
| №                                             | Дата                            | КК                              | Функции                         | Продолжительность               |
| --------------------------------------------- | ------------------------------- | ------------------------------- | ------------------------------- | ------------------------------- |
| 1                                             | 20 февраля 1962                 | «Меркурий-Атлас-6»              | Пилот                           | 4 часа 55 мин.                  |
| 2                                             | 29 октября 1998                 | «STS-95» («Дискавери»)          | Спец. по полезной нагрузке      | 213 часов 44 мин.               |
| Суммарное время в космосе — 218 часов 39 мин. |                                 |                                 |                                 |                                 |

- Первый орбитальный полёт астронавта США.
- Самый пожилой астронавт.
- Обладатель уникального рекорда — перерыва в 36 лет между полётами в космос.
- Единственный человек, летавший на корабле первого поколения (Меркурий) и четвёртого (Шаттл).
- До своей смерти оставался последним живущим астронавтом первого набора США.

## Личная жизнь
Масон. Был членом ложи «Конкорд» № 688 (Нью-Конкорд, Огайо).

## Награды

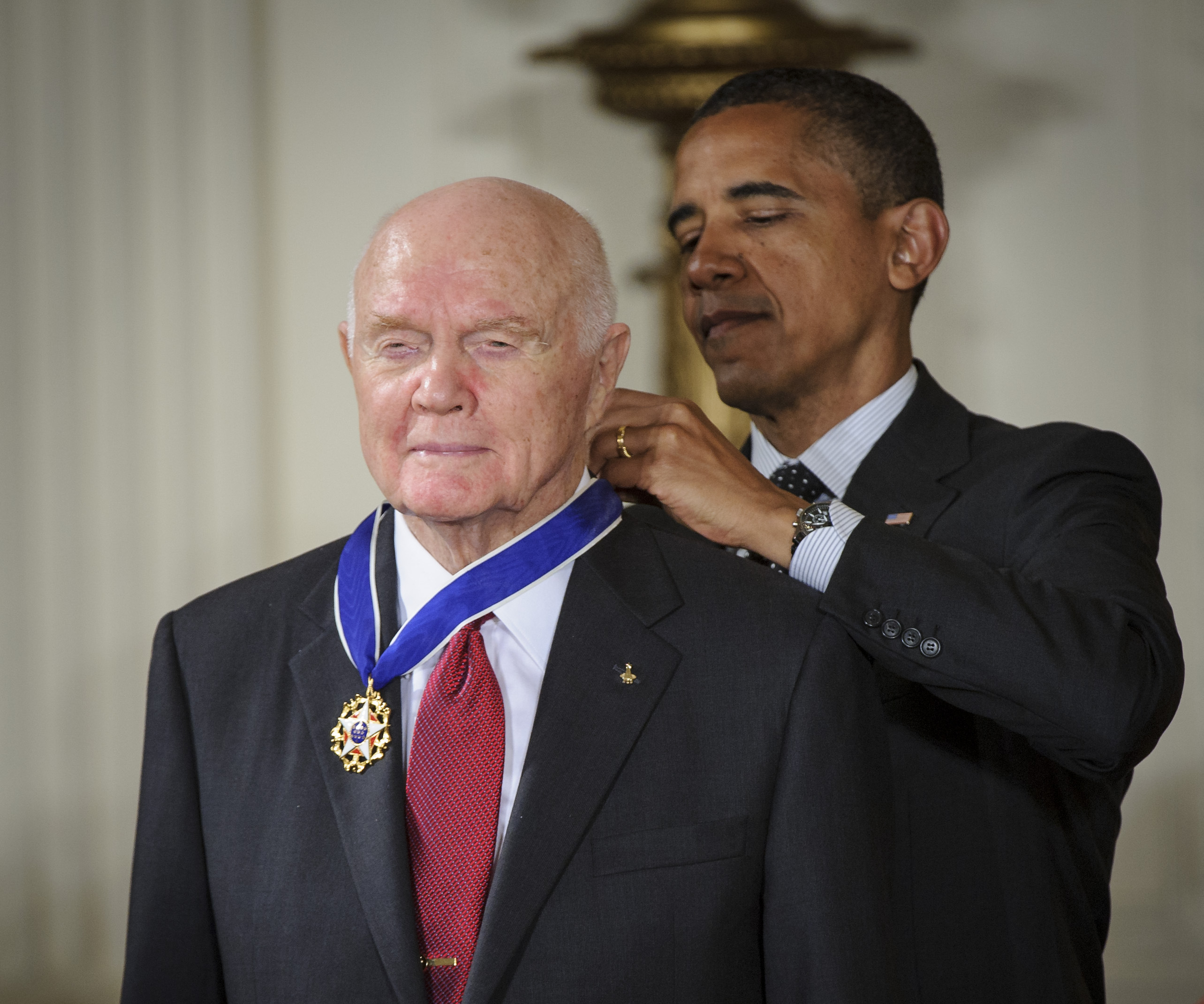
Получение Президентской медали Свободы от Барака Обамы в 2012 году

В 2009 году Конгресс США принял решение о награждении Джона Гленна (вместе с членами экипажа «Аполлона-11» Нилом Армстронгом, Эдвином Олдрином и Майклом Коллинзом) одной из двух высших наград США — Золотой медалью Конгресса. Церемония награждения состоялась 16 ноября 2011 года в ротонде Капитолия.
29 апреля 2012 года объявлено о решении наградить Джона Гленна и второй высшей наградой США для гражданских лиц — Президентской медалью Свободы. Церемония награждения состоялась 29 мая 2012.

## Память
- Кораблю Cygnus CRS OA-7 было дано имя в честь Джона Гленна[12].
- Включён в Зал славы астронавтов в 1990 году, ещё до второго полёта.

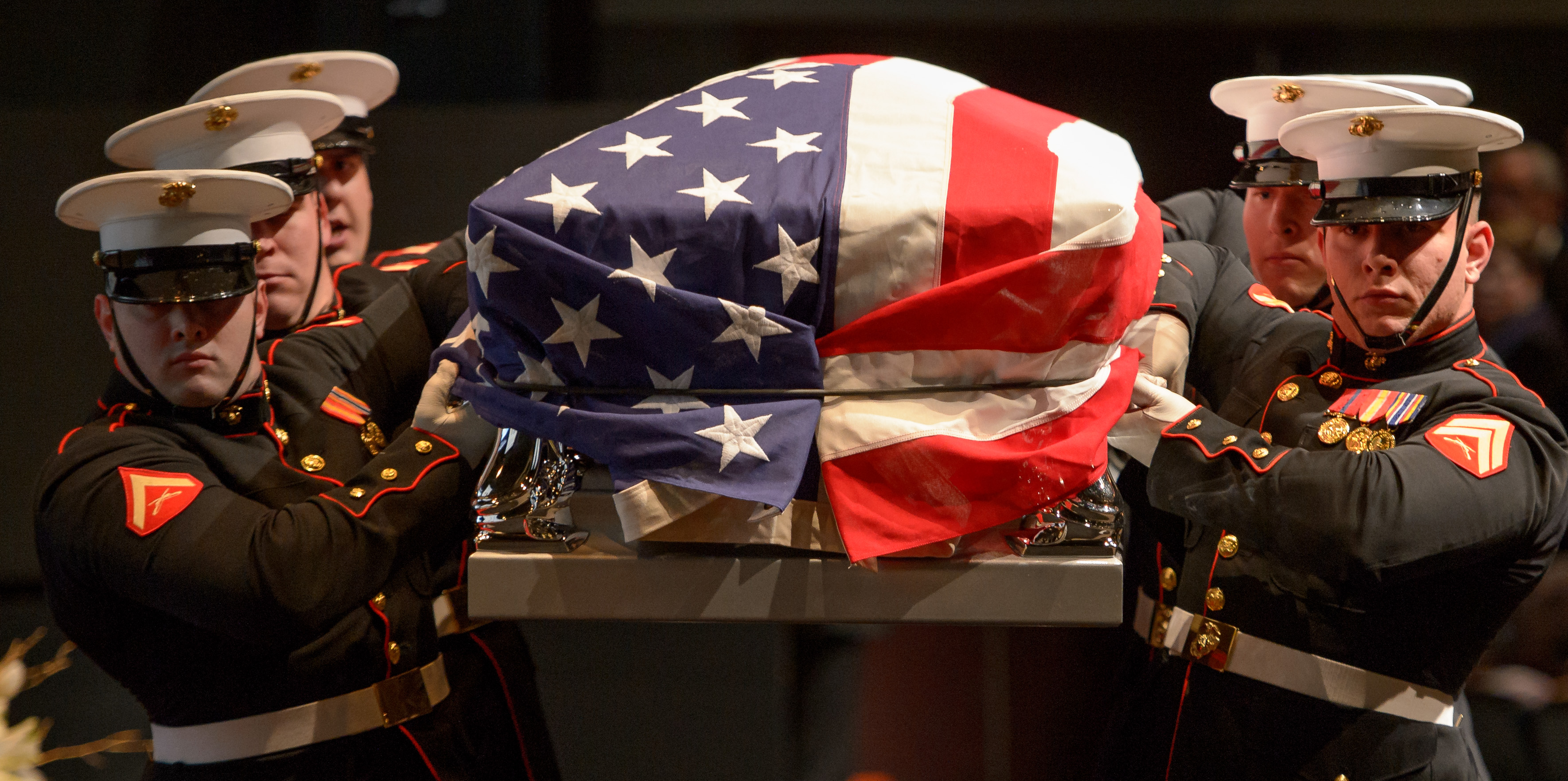
Похороны Гленна

- В 2016 году в честь Джона Гленна был переименован аэропорт в Колумбусе, ранее называвшийся «Международный аэропорт Порт-Колумбус»[13].
- В честь Джона Гленна также названа ракета New Glenn компании Blue Origin Джеффа Безоса. Первый полет состоялся 16 января 2025 года.